# 南別府駐屯地
南別府駐屯地（みなみべっぷちゅうとんち、JGSDF Camp Minami-Beppu）は、大分県別府市別府市大字別府3088-24に所在し、自衛隊別府病院等が駐屯していた陸上自衛隊の駐屯地で2022年（令和4年）3月17日に廃止された。

## 概要
駐屯地司令は、自衛隊別府病院長が兼務していた。自衛隊病院唯一のリハビリテーション病院であり、リハビリテーションセンターを有していた。最寄の演習場は、十文字原演習場と日出生台演習場。

## 沿革
- 1974年（昭和49年）1月21日：陸上自衛隊別府地区病院が開設される[3]。
- 1978年（昭和53年）8月1日：南別府駐屯地として新設される[4]。
- 1988年（昭和63年）4月8日：陸上自衛隊別府地区病院が自衛隊別府病院に改称される[5]。
- 2022年（令和04年）3月17日：自衛隊病院の拠点化・高機能化等に伴い、自衛隊別府病院および南別府駐屯地を廃止[6][7][8]。

## 駐屯していた部隊等

### 共同の機関
- 自衛隊別府病院（陸上幕僚長を通じて指揮監督を受けていた。）

（基地通信・電話交換・駐屯地警務は別府駐屯地の部隊に委託、会計および駐屯地業務は別府病院が担当していた。）

## 最寄の幹線交通
- 高速道路：東九州自動車道別府IC
- 一般道：国道10号、国道500号、大分県道・熊本県道11号別府一の宮線、大分県道24号日出山香線、大分県道52号別府庄内線、大分県道617号鳥越湯布院線
- 鉄道：JR九州日豊本線別府駅
- 港湾：別府港、大分港、中津港、津久見港、佐伯港（重要港湾）臼杵港、国東港、守江港（地方港湾）
- 飛行場：大分空港（第二種空港）、大分県央飛行場（その他の飛行場）